# أكمية متعددة الأزهار
أكمية متعددة الأزهار (الاسم العلمي: Aechmea multiflora) هو نوع نباتي يتبع جنس الأكمية من فصيلة البروميلية.